# Liverdun
Liverdun és un municipi francès situat al departament de Meurthe i Mosel·la i a la regió del Gran Est. L'any 2007 tenia 5.864 habitants.

## Demografia

### Població
El 2007 la població de fet de Liverdun era de 5.864 persones. Hi havia 2.183 famílies, de les quals 434 eren unipersonals (163 homes vivint sols i 271 dones vivint soles), 729 parelles sense fills, 872 parelles amb fills i 148 famílies monoparentals amb fills.
La població ha evolucionat segons el següent gràfic:
Habitants censats

### Habitatges
El 2007 hi havia 2.318 habitatges, 2.209 eren l'habitatge principal de la família, 17 eren segones residències i 92 estaven desocupats. 1.987 eren cases i 327 eren apartaments. Dels 2.209 habitatges principals, 1.739 estaven ocupats pels seus propietaris, 428 estaven llogats i ocupats pels llogaters i 42 estaven cedits a títol gratuït; 13 tenien una cambra, 76 en tenien dues, 234 en tenien tres, 585 en tenien quatre i 1.300 en tenien cinc o més. 1.632 habitatges disposaven pel capbaix d'una plaça de pàrquing. A 982 habitatges hi havia un automòbil i a 995 n'hi havia dos o més.

### Piràmide de població
La piràmide de població per edats i sexe el 2009 era:
| Homes | Edats   | Dones |
| ----- | ------- | ----- |
| 0     | 95 o +  | 0     |
| 0     | 90 a 94 | 0     |
| 32    | 85 a 89 | 28    |
| 28    | 80 a 84 | 28    |
| 44    | 75 a 79 | 88    |
| 88    | 70 a 74 | 80    |
| 104   | 65 a 69 | 116   |
| 148   | 60 a 64 | 156   |
| 156   | 55 a 59 | 164   |
| 264   | 50 a 54 | 252   |
| 228   | 45 a 49 | 236   |
| 240   | 40 a 44 | 260   |
| 280   | 35 a 39 | 248   |
| 244   | 30 a 34 | 272   |
| 164   | 25 a 29 | 156   |
| 260   | 20 a 24 | 164   |
| 236   | 15 a 19 | 236   |
| 232   | 10 a 14 | 252   |
| 252   | 5 a 9   | 240   |
| 172   | 0 a 4   | 184   |

## Economia
El 2007 la població en edat de treballar era de 3.991 persones, 2.818 eren actives i 1.173 eren inactives. De les 2.818 persones actives 2.564 estaven ocupades (1.374 homes i 1.190 dones) i 254 estaven aturades (129 homes i 125 dones). De les 1.173 persones inactives 393 estaven jubilades, 421 estaven estudiant i 359 estaven classificades com a «altres inactius».

### Ingressos
El 2009 a Liverdun hi havia 2.237 unitats fiscals que integraven 5.761 persones, la mediana anual d'ingressos fiscals per persona era de 19.711 €.

### Activitats econòmiques
Dels 188 establiments que hi havia el 2007, 1 era d'una empresa extractiva, 5 d'empreses alimentàries, 1 d'una empresa de fabricació de material elèctric, 10 d'empreses de fabricació d'altres productes industrials, 30 d'empreses de construcció, 32 d'empreses de comerç i reparació d'automòbils, 8 d'empreses de transport, 6 d'empreses d'hostatgeria i restauració, 7 d'empreses d'informació i comunicació, 10 d'empreses financeres, 8 d'empreses immobiliàries, 25 d'empreses de serveis, 31 d'entitats de l'administració pública i 14 d'empreses classificades com a «altres activitats de serveis».
Dels 45 establiments de servei als particulars que hi havia el 2009, 1 era una gendarmeria, 1 oficina de correu, 1 una oficina bancària, 6 tallers de reparació d'automòbils i de material agrícola, 1 autoescola, 6 paletes, 7 guixaires pintors, 3 fusteries, 4 lampisteries, 1 electricista, 3 empreses de construcció, 4 perruqueries, 5 restaurants i 2 salons de bellesa.
Dels 12 establiments comercials que hi havia el 2009, 2 eren supermercats, 1 una botiga de més de 120 m², 4 fleques, 1 una fleca, 1 una peixateria, 1 una llibreria i 2 floristeries.
L'any 2000 a Liverdun hi havia 3 explotacions agrícoles.

## Equipaments sanitaris i escolars
El 2009 hi havia 3 farmàcies i 1 ambulància.
El 2009 hi havia 3 escoles maternals i 3 escoles elementals. Liverdun disposava d'un col·legi d'educació secundària amb 468 alumnes.

## Poblacions més properes
El següent diagrama mostra les poblacions més properes.